# Крилата фраза
Крилата фраза (с калка от немски: Geflügelte Worte) е устойчива фраза с образен или афористичен характер, навлязла в речника от исторически и литературни източници и придобила широко разпространение поради своята изразителност. Изучава се от фразеологията.
Източници на крилати фрази могат да са митовете, фолклора, литературата, журналистиката, мемоари, изказвания на известни личности. Това може да са цитати или образни изрази, появили се на тяхна основа, като например библейския „забранен плод“. Тези изрази могат след време да се откъснат от първоизточника и във всяка една епоха да се използват във връзка с актуални събития.
Изразът „крилата фраза“ сам по себе си е крилата фраза.

## Примери
- Не е важно дали котката е черна или бяла, важното е да лови мишки – Дън Сяопин
- О, свещена простота – Ян Хус
- Не се гаси туй, що не гасне - Иван Вазов
- Крачка напред, две крачки назад – Владимир Ленин
- Правете любов, а не война – Гершон Легман
- Дойдох, видях, победих – Юлий Цезар
- Ad Kalendas Graecas – „На куково лято“
- Alea iacta est – „Заровете са хвърлени“
- Amor fati – „Любов към съдбата“
- Ave Caesar, morituri te salutant – „Здравей Цезаре, отиващите на смърт те поздравяват!“
- Bellum omnium contra omnes – „Война на всички срещу всички“